# Super People
Super People, est un jeu vidéo de battle royale développé par le studio sud-coréen Wonder People et publié par Wonder Games,,. Réalisé par Seong Gon Park, le premier titre a gagné en popularité sur Steam, avec 4,3 millions de joueurs participant à sa bêta fermée en février 2022,,. Une dernière bêta fermée pour le jeu se terminera le 30 août 2022. Le jeu est finalement annulé en 2023 et ne sortira pas en version complète,.
Le 18 Juin 2025, et après annonce officielle, Super People, est relancé sous la forme d'une CBT (Closed beta access). Une première version PvPvE verra le jour, mais sera contestée par la communauté. Les critiques affluèrent quant à l'ajout de Zombies, ce qui encouragera les développeurs à revenir à la version originale de Super People 1, tout en maintenant les "Grands mobs". 

## Système de jeu
Super People est un jeu vidéo de tir joueur contre joueur, basé sur des classes de personnages, qui se déroule sur l'île fictive d'Orb Island. Semblable dans le gameplay aux très connus battle royale PUBG: Battlegrounds ou Fortnite, les joueurs se parachutent sur la carte avec des fournitures limitées pour s'engager dans un match à mort à grande échelle, jusqu'à ce qu'il reste un joueur ou une équipe.  Une fois au sol, les joueurs peuvent fabriquer ou récupérer des armes et des équipements, qui peuvent différer en type et en qualité. Les joueurs ont la possibilité de basculer librement entre les points de vue à la première personne et à la troisième personne. 

### Classes
Unique à Super People, les joueurs sont assignés au hasard à l'une des quatorze classes de personnages disponibles dans le jeu, avec une option de relance en échange d'or,,.    Depuis la version bêta la plus récente, les joueurs ont accès aux classes suivantes :
- Pilote : Un spécialiste des véhicules qui peut invoquer des véhicules et les transformer en projectiles.
- Expert en armes à feu : une classe axée sur la fusillade qui peut ralentir le temps et activer un champ de force.
- Toxicologiste : Un spécialiste du lance-flammes dont les armes chimiques contournent les barrières.
- Soldat Gatling : Un spécialiste des mitrailleuses Gatling qui possède une santé élevée et la capacité d'esquiver et de fournir des tirs ciblés.
- Commando marin : Une classe axée sur la furtivité qui sait nager, avec la capacité d'invoquer un rayon de brouillard pour empêcher la vue de l'ennemi.
- Expert nucléaire : Un expert en armes explosives qui peut manier une bombe nucléaire tactique ou un RPG, possédant la capacité de détecter les positions ennemies.
- Téléporteur : Un tireur d'élite avec le pouvoir de téléportation qui peut réanimer rapidement ses coéquipiers et utiliser des consommables.
- Titan : Une classe axée sur un bouclier qui peut fournir une grande couverture à soi-même ou à ses coéquipiers.
- Traqueur : Une classe de "loup solitaire" qui peut poser des pièges et qui a la capacité de se baisser et de glisser.
- Shotgun Master : Un spécialiste des fusils de chasse qui peut lancer des grenades flashbang et sauter vers des endroits élevés.
- Sniper : Un spécialiste du fusil de sniper qui peut détecter les positions ennemies en utilisant son rythme cardiaque.
- Force d'assaut : Une classe axée sur l'agilité qui peut rapidement sprinter, manœuvrer et encercler les ennemis.
- Raid : Un spécialiste de la guerre urbaine avec une utilisation efficace du parkour et des tactiques de combat SWAT.
- Démolisseur : Une classe spécialisée dans les explosifs, avec notamment la capacité de faire intervenir une voiture radiocommandée piégée et de déployer un lance-roquettes à l'épaule.

## Histoire
Les joueurs jouent le rôle d'un super soldat, qui est le produit d'un programme d'amélioration génétique initialement conçu pour aider les humains à coloniser Mars. Accordant des capacités surhumaines, la technologie d'amélioration attire rapidement l'attention d'agents voyous et de criminels, qui infiltrent le groupe d'élite des soldats et sèment la discorde. Avec un moral en baisse et une menace terroriste éminente, les super soldats se fracturent et se retournent les uns contre les autres, ce qui entraîne le conflit en cours sur la terrain d'essai militaire d'Orb Island. 

## Développement
Super People a été annoncé pour la première fois dans une bande-annonce le 16 juillet 2021. Prévu pour sortir en tant que jeu à accès anticipé, aucune date de sortie officielle n'a été finalisée, en août 2022. En réponse aux commentaires des joueurs, les développeurs ont publié une dernière bêta fermé pour août 2022, comprenant des tournois quotidiens et un prix en espèces de 75 000 $ pour chaque équipe gagnante. 